# Trofeo Zerneri Acciai 2017
Trofeo Zerneri Acciai 2017 – 30. edycja zawodów lekkoatletycznych w wielobojach, które odbyły się 28 i 29 kwietnia we Florencji. Zawody były pierwszą odsłoną cyklu IAAF Combined Events Challenge w sezonie 2017. 

## Rezultaty
| Konkurencja:           | 1. miejsce           | Rezultat     | 2. miejsce     | Rezultat  | 3. miejsce      | Rezultat  |
| Dziesięciobój mężczyzn | Jefferson dos Santos | 7728 pkt. PB | Simone Cairoli | 7535 pkt. | Gaël Quérin     | 7363 pkt. |
| Siedmiobój kobiet      | Evelis Aguilar       | 6228 pkt.    | Jana Maksimawa | 5901 pkt. | Tamara de Souza | 5866 pkt. |